# Cyberpunk (musikalbum)
Cyberpunk är ett konceptalbum av Billy Idol. Det utkom 1993 och innehåller 20 spår, varav 13 stycken låtar och 7 stycken mellanspår utan titel. Billy skapade mycket av albumets material själv med hjälp av den Macintoshdator som han hade i sin hemmastudio, och spelade själv en del av instrumenten. Låten "Shock to the System" blev en mindre hit i ganska många länder och lanserades även som musikvideo. Låten "Adam in Chains" blev en hit i Frankrike och Polen, och det gjordes också en musikvideo till den.

## Låtlista
1. "Untitled" - 1:01
2. "Wasteland" - 4:34
3. "Untitled" - 0:19
4. "Shock to the System" - 3:33
5. "Tomorrow People" - 5:07
6. "Adam in Chains" - 6:23
7. "Neuromancer" - 4:34
8. "Power Junkie" - 4:46
9. "Untitled" - 0:27
10. "Love Labours On" - 3:53
11. "Heroin" - 6:57
12. "Untitled" - 0:22
13. "Shangrila" - 7:24
14. "Concrete Kingdom" - 4:52
15. "Untitled" - 0:38
16. "Venus" - 5:47
17. "Then the Night Comes" - 4:37
18. "Untitled" - 0:25
19. "Mother Dawn" - 5:03
20. "Untitled" - 0:56